# Полум'яні революціонери
«Полум'яні революціонери» (рос. Пламенные революционеры) — російськомовна книжкова серія белетризованих біографічних творів, що упродовж 1968—1990 видавалась московським Видавництвом політичної літератури.
Героями випусків серії були прогресивні та революційні діячі різних часів та народів.
Усі книги серії виходили з палітуркою у форматі 70×108/32 (130×165 мм).
Випуски серії не нумерувалися.
Наклад окремих видань доходив до 300 000 примірників.

## Випуски серії

### 1968
- Георгій Димитров («Тричі засуджений…») / Болдирєв С. М.[ru] — 414 с. (рос.)
- Олександр Цюрупа («Інтендант революції») / Красильщиков В. І.[ru] — 335 с. (рос.)
- Ярослав Домбровський («За нашу та вашу свободу!») / Славін Л. І.[ru] — 351 с. (рос.)
  - Перевидання: 1980
- Сухе-Батор («За Полярною зорею») / Тудев Л.[ru] — ??? с. (рос.)
- Петро Шмідт («Осінній грім») / Хаїт Д. М. — 271 с. (рос.)
- Микола Федосєєв[ru] («Вальдшнепи над в'язницею») / Шеметов О. І.[ru] — 415 с. (рос.)

### 1969
- Коста Хетагуров («За вас віддам я життя») / Джатієв Т. І.[ru], Лібединська Л. Б.[ru]; передм. М. С. Тихонова. — 400 с. (рос.)
- Олександра Коллонтай («Не дім, але мир») / Міндлін Е. Л.[ru] — 446 с. (рос.)
  - Перевидання: 1978 (випр.) • 1988
- Віргілій Шанцер[ru] («Російський Марат») / Костюковский Б. О.[ru], Табачников С. М. — 350 с. (рос.)
  - Перевидання: 1976

### 1970
- Максиміліан Робесп'єр («Євангеліє від Робесп'єра») / Гладілін А. Т.[ru] — 317 с. (рос.)
- Тарас Шевченко («Любов і гнів») / Кравченко Ф. Т. — 374 с. — 200 000 прим. (рос.)
- Степан Халтурін («Страчений невпізнаним…») / Нагаєв Г. Д. — 368 с. (рос.)
- Микола Бауман («Книга про щасливу людину») / Долгий В. Г.[ru] — 448 с. (рос.)
  - Перевидання: 1972
- Віктор Кінгісепп[ru] («Три години перед стратою») / Воєводін Є. В.[ru] — 448 с. (рос.)
- Самуелі Тібор[ru] («Драматична місія») / Фельдеш П.; авториз. пер. з угор. Б. Я. Гейгера та В. І. Клепко; післям. М. Оварі. — 447 с. (рос.)
- Віктор Ногін («Улюблений колір — червоний») / Чернов Ю. М. — 366 с. (рос.)
  - Перевидання: 1977 (випр. і доп.)

### 1971
- Леонід Красін («Любов до електрики») / Аксьонов В. П. — 284 с. (рос.)
  - Перевидання: 1974
- Павло Пестель («Ковток свободи») / Окуджава Б. Ш.; передм. С. С. Волка[ru]. — 359 с. (рос.)
- Олександр Ульянов («Річку народжують ручаї») / Осипов В. Д.[ru] — 503 с. (рос.)
  - Перевидання: 1978
- Карл Лібкнехт («Німецька трагедія») / Чорний О. О.[ru] — 478 с. (рос.)
  - Перевидання: 1982
- Катаяма Сен[ru] («Шлях у тисячу рі») / Рубінштейн Л. В.[ru] — 335 с. (рос.)

### 1972
- Віра Фігнер («Ступінь довіри») / Войнович В. М. — 383 с. (рос.)
- Сімон Болівар («Горизонти свободи») / Гусєв В. І.[ru] — 383 с. (рос.)
- Зигмунт Сераковський («Доленго») / Метельський Г. В.[ru] — 462 с. (рос.)
- Розалія Землячка («Січневі ночі») / Овалов Л. С.[ru] — 335 с. (рос.)
- Ернст Тельман («Секретний в'язень») / Парнов Є. І. — 503 с. (рос.)
  - Перевидання: 1978
- Микола Бауман («Книга про щасливу людину») / Долгий В. Г. — 2-е вид. — 448 с. (рос.)

### 1973
- Клара Цеткін («Вільхова алея») / Гуро І. — 415 с. (рос.)
  - Перевидання: 1976 • 1989
- Надія Крупська («Таке блакитне небо») / Конюшев В. Ф.[ru] — 397 с. (рос.)
- Гліб Кржижановський («На початку майбутнього») / Красильщиков В. І.[ru]; післям. В. Ю. Стєклова. — 455 с. (рос.)
  - Перевидання: 1977
- Ладо Кецховелі («Постріл у Метехі») / Лохвицький М. Ю.[ru] — 367 с. (рос.)
  - Перевидання: 1976
- Петро Алексєєв («І підніметься рука…») / Міндлін Е. Л. — 367 с. (рос.)
- Віссаріон Бєлінський («Шалений») / Славін Л. І. — 479 с. (рос.)
  - Перевидання: 1977
- Андрій Желябов («Нетерпіння») / Трифонов Ю. В. — 543 с. — 200 000 прим. (рос.)
  - Перевидання: 1988
- Віктор Обнорський[ru] («Сказати не бажаю…») / Корнілов В. М.[ru] — 415 с. (рос.)

### 1974
- Нікос Белоянніс («Посмішка назавжди») / Алексеєв В. О.[ru] — 319 с. (рос.)
- Софія Перовська («Поріг») / Долгий В. Г. — 439 с. (рос.)
- Фелікс Дзержинський («Фелікс — означає щасливий…») / Корольков Ю. М.[ru] — 463 с. (рос.)
- Сергій Кіров («Заради щастя») / Нагаєв Г. Д. — 479 с. (рос.)
- Вацлав Воровський («А в Росії вже весна…») / Прокоф'єв В. О. — 463 с. (рос.)
- Олександр Радищев («Прорив») / Шеметов О. І.[ru] — 398 с. (рос.)
  - Перевидання: 1978 (перероб і доп.)
- Іпполіт Мишкін[ru] («Сни Шліссельбурзької фортеці») / Гладілін А. Т. — ??? с. (рос.)
- Леонід Красін («Любов до електрики») / Аксьонов В. П. — 2-е вид. — 384 с. (рос.)

### 1975
- Олександр Михайлов («Заповідаю вам, брати…») / Давидов Ю. В.[ru] — 382 с. (рос.)
  - Перевидання: 1977
- Михайло Васильєв-Южин («Головний університет») / Костюковский Б. О., Табачников С. М. — 367 с. (рос.)
  - Перевидання: 1981
- Жан-Поль Марат («Сердце мого Марата») / Левандовський А. П.[ru] — 478 с. (рос.)
  - Перевидання: 1979
- Сунь Ятсен («Батько республіки») / Матвеєва Г. С. — 398 с. (рос.)
- Джон Браун («Той, хто підняв меч») / Орлова Р. Д.[ru] — 439 с. — 200 000 прим. (рос.)
- Микола Морозов («Переможений час») / Поповський М. О. — 479 с. (рос.)
- Михайло Калінін («Перший президент») / Успенський В. Д.[ru] — 446 с. (рос.)
  - Перевидання: 1979 (випр.)
- Павло Штернберг («Земля та зірки») / Чернов Ю. М. — 366 с. (рос.)
- Сергій Муравйов-Апостол («Апостол Сергій») / Ейдельман Н. Я. — 391 с. (рос.)
  - Перевидання: 1980 • 1988
- Петро Красіков[ru] («Кому вершити суд») / Буданін В. Й. — 432 с. (рос.)
  - Перевидання: 1984

### 1976
- Джузеппе Гарібальді («Підперезаний мечем») / Атаров М. С., Дальцева М. З.; післям. В. Ю. Невлера. — 560 с. — 300 000 прим. (рос.)
  - Перевидання: 1978
- В'ячеслав Менжинський («Особливі повноваження») / Баришев М. І. — 446 с.(рос.)
- Михайло Лунін («Легенда про синього гусара») / Гусєв В. І. — 389 с. (рос.)
- Григорій Котовський («Меч і плуг») / Кузьмін М. П.[ru] — 411 с. (рос.)
  - Перевидання: 1982
- Кіндрат Булавін («Приречена воля») / Лебедєв В. О.[ru] — 431 с. (рос.)
  - Перевидання: 1979
- Микола Криленко («Відданість») / Матюшин М. І. — 342 с. (рос.)
- Ян Райніс («Неповторний») / Метельський Г. В.[ru] — 543 с. (рос.)
- Петро Смідович («Посіви бурі») / Парнов Є. І. — 415 с. (рос.)
  - Перевидання: 1982
- Микола Клеточников[ru] («Таємниця клейончатого зошита») / Савченко В. І. — 373 с. (рос.)
- Ладо Кецховелі («Постріл у Метехі») / Лохвицький М. Ю. — 2-е вид. — 367 с. (рос.)
- Віргілій Шанцер («Російський Марат») / Костюковский Б. О., Табачников С. М. — 2-е вид. — 350 с. (рос.)
- Клара Цеткін («Вільхова алея») / Гуро І. — 2-е вид. — 415 с. (рос.)

### 1977
- Станіслав Косіор («Горизонти») / Гуро І., Андреєв А. — 407 с. (рос.)
  - Перевидання: 1979
- Джон Лільберн («Скинути всяке ярмо») / Єфімов І. М.[ru] — 399 с. (рос.)
- Михайло Петрашевський («Кличу живих») / Кокін Л. Г.[ru] — 423 с. (рос.)
- Микола Серно-Соловйович («Без страху та докору») / Таурін Ф. М.[ru] — 375 с. (рос.)
- Олександр М'ясников («Генерал, народжений революцією») / Шатірян М. О.[ru] — 430 с. (рос.)
- Лендлер Ене[ru] («Полководець вулиці») / Фельдеш П.; пер. з угор. Н. М. Подземської; передм. А. І. Пушкаша[ru] — 273 с. (рос.)
- Гліб Кржижановський («На початку майбутнього») / Красильщиков В. І. — 2-е вид. — 408 с. (рос.)
- Олександр Михайлов («Заповідаю вам, брати…») / Давидов Ю. В. — 2-е вид. — 382 с. (рос.)
- Віктор Ногін («Улюблений колір — червоний») / Чернов Ю. М. — 2-е вид., випр. і доп. — 335 с. (рос.)
- Віссаріон Бєлінський («Шалений») / Славін Л. І. — 2-е вид. — 479 с. (рос.)

### 1978
- Іван Бабушкін («Сечень») / Борщаговський О. М. — 367 с. (рос.)
  - Перевидання: 1980
- Дмитро Лизогуб («На Скаковому полі, біля бійні…») / Давидов Ю. В. — 335 с. (рос.)
- Віра Засулич («Чужий біль») / Добровольський Є. М. — 334 с. (рос.)
  - Перевидання: 1988
- Ювеналій Мельников («Добра звістка») / Дрозд В. Г.; авториз. пер. з укр. Н. П. Дангулової. — 311 с. (рос.)
- Андрій Бубнов («Назавжди, до кінця») / Єрашов В. П.[ru] — 412 с. (рос.)
  - Перевидання: 1984
- Уллубій Буйнакський[ru] («Три сонця») / Ях'яєв М.-С. Я.[ru]; пер. з кумик. Б. М. Сарнова[ru] — 415 с. (рос.)
  - Перевидання: 1985
- Ернст Тельман («Секретний в'язень») / Парнов Є. І. — 2-е вид. — 470 с. (рос.)
- Джузеппе Гарібальді («Підперезаний мечем») / Атаров М. С., Дальцева М. З.; післям. В. Ю. Невлера. — 2-е вид. — 519 с. (рос.)
- Олександр Радищев («Прорив») / Шеметов О. І. — 2-е вид., перероб. і доп. — 511 с. (рос.)
- Олександр Ульянов («Річку народжують ручаї») / Осипов В. Д. — 2-е вид. — 462 с. (рос.)
- Олександра Коллонтай («Не дім, але мир») / Міндлін Е. Л. — 2-е вид., випр. — 446 с. (рос.)

### 1979
- Сергій Степняк-Кравчинський («Щасливий Кіт») / Дальцева М. З. — 335 с. (рос.)
  - Перевидання: 1989
- Амангельди Іманов («Все можливе щастя») / Ікрамов К. А.[ru] — 383 с. (рос.)
- Федір Сергєєв («Світанок») / Кузьмін М. П. — 454 с. (рос.)
  - Перевидання: 1983
- Томмазо Кампанелла («Громадянин Міста Сонця») / Львов С. Л.[ru] — 438 с. (рос.)
- Конкордія Самойлова («Всеросійський розшук») / Морозова В. О. — 237 с. (рос.)
- Олександр Герцен («Той, хто вдарив у колокол») / Славін Л. І.[ru] — 463 с. (рос.)
  - Перевидання: 1983 • 1986
- Антоніо Ґрамші («Бійців не оплакують») / Хігерович Р. І.[ru] — 416 с. (рос.)
  - Перевидання: 1987
- Володимир Загорський[ru] («Тягар вибору») / Щеголіхін І. П.[ru] — 351 с. (рос.)
  - Перевидання: 1985
- Михайло Калінін («Всесоюзний староста») / Успенський В. Д. — 2-е вид., випр. — 412 с. (рос.)
- Кіндрат Булавін («Приречена воля») / Лебедєв В. О. — 2-е вид. — 431 с. (рос.)
- Жан-Поль Марат («Сердце мого Марата») / Левандовський А. П. — 2-е вид. — 439 с. (рос.)
- Станіслав Косіор («Горизонти») / Гуро І., Андреєв А. — 2-е вид. — 407 с. (рос.)

### 1980
- Михайло Фрунзе («Гроза над Росією») / Алдан-Семенов А. Г.[ru] — 414 с. (рос.)
- Йосип П'ятницький («Розбіг») / Долгий В. Г. — 390 с. (рос.)
  - Перевидання: 1986
- Микола Огарьов («З того берега») / Лібединська Л. Б. — 356 с. (рос.)
  - Перевидання: 1985
- Олександр Шліхтер («Головна удача життя») / Лубенський П. О., Ванцак Б. С. — 367 с. (рос.)
- Григорій Петровський («Прямий дощ») / Савчук О. І.; авториз. пер. з укр. Л. І. Кедріної та С. Д. Кедріної. — 366 с. — 300 000 прим. (рос.)
  - Перевидання: 1984
- Богдан Кнунянц[ru] («Суд над судом») / Русов О.[ru] — 430 с. (рос.)
  - Перевидання: 1984
- Сергій Муравйов-Апостол («Апостол Сергій») / Ейдельман Н. Я. — 2-е вид. — 365 с. (рос.)
- Ярослав Домбровський («За нашу та вашу свободу!») / Славін Л. І. — 2-е вид. — 325 с. (рос.)
- Іван Бабушкін («Сечень») / Борщаговський О. М. — 367 с. (рос.)

### 1981
- Ахундов Мірза Фаталі («Неминучість») / Гусейнов Ч.[ru] — 319 с. (рос.)
- Луїза Мішель («Нічого для себе») / Рутько А. І., Туманова Н. Л. — 367 с. — 300 000 прим. (рос.)
- Михайло Ольмінський («Каменяр революції») / Таурін Ф. М. — 287 с. (рос.)
- Климент Ворошилов («На великому шляху») / Успенський В. Д. — 335 с. (рос.)
  - Перевидання: 1987
- Вадим Подбельський[ru] («Страда та свято») / Жуков В. С.[ru] — 319 с. (рос.)
- Федір Афанасьєв[ru] («Міст у нескінченність») / Комраков Г. Б. — 383 с. (рос.)
- Михайло Васильєв-Южин («Головний університет») / Костюковский Б. О., Табачников С. М. — 2-е вид. — ??? с. (рос.)

### 1982
- Сальвадор Альєнде («Попільний вересень») / Алексеєв В. О. — 346 с. (рос.)
- Кіндрат Рилєєв («Так затихає Везувій») / Дальцева М. З. — 318 с. (рос.)
- Прокоп Джапарідзе («З сонцем у крові») / Лохвицький М. Ю. — 398 с. (рос.)
  - Перевидання: 1989
- Георгій Плеханов («Пролісок») / Осипов В. Д. — 527 с. (рос.)
  - Перевидання: 1985
- Шандор Петефі («Витязь честі») / Парнов Є. І. — ??? с. (рос.)
- Микола Чернишевський («Владою розуму») / Савченко В. І. — 396 с. (рос.)
  - Перевидання: 1986
- Іван Пущин («Великий Жанно») / Ейдельман Н. Я. — 366 с. (рос.)
- Василь Шелгунов[ru] («Подолання») / Єрашов В. П. — 396 с. (рос.)
- Григорій Котовський («Меч і плуг») / Кузьмін М. П. — 2-е вид. — 398 с. (рос.)
- Петро Смідович («Посіви бурі») / Парнов Є. І. — 2-е вид. — 415 с. (рос.)
- Карл Лібкнехт («Німецька трагедія») / Чорний О. О. — 2-е вид. — 445 с. (рос.)

### 1983
- Луї Антуан Сен-Жуст («Кавалер Сен-Жуст») / Левандовський А. П. — 395 с. — 300 000 прим. (рос.)
- Роза Люксембург («Сходження») / Мінутко І. О.[ru]; післям. Н. Овчаренко. — 426 с. (рос.)
- Мартин Лацис («А головне — вірність») / Ратнер Є. І. — 351 с. (рос.)
- Михайло Михайлов («Надто добре серце») / Щеголіхін І. П. — 399 с. (рос.)
- Марцелій Новотко[ru] («На жорсткому березі») / Гуро І., Андреєв А. — 399 с. (рос.)
- Герман Лопатін[ru] («Дві зв'язки листів») / Давидов Ю. В. — 463 с. (рос.)
- Костянтин Суханов[ru] («Згадуй і далі…») / Демидов П. П., Суханов Г. К. — 303 с. (рос.)
- Федір Сергєєв («Світанок») / Кузьмін М. П. — 2-е вид. — 454 с. (рос.)
- Олександр Герцен («Той, хто вдарив у колокол») / Славін Л. І. — 2-е вид. — 463 с. (рос.)

### 1984
- Беніто Хуарес («Три війни Беніто Хуареса») / Гордін Я. А. — 366 с. (рос.)
- Олександр Бестужев («Хвилина пробудження») / Кардін Е. В.[ru] — 442 с. (рос.)
- Павло Точиський («Здобувши крила») / Тумасов Б. Є.[ru] — 335 с. (рос.)
- Мулланур Вахітов («Кунгош — птах безсмертя») / Юхма М.; пер. з чувас. Б. М. Сарнова. — 335 с. (рос.)
- Олександр Вермішев[ru] («Вибір зброї») / Давидова Н. М. — 270 с. — 300 000 прим. (рос.)
  - Перевидання: 1989
- Єлизавета Дмитрієва[ru] («Година майбутнього») / Кокін Л. Г. — 335 с. (рос.)
- Іван Фіолетов[ru] («До останнього подиху») / Метельський Г. В. — 350 с. (рос.)
- Павло Полторацький[ru] («Вогонь над пісками») / Нєжний О. Й.[ru]; передм. М. Ф. Андерсона. — 367 с. (рос.)
  - Перевидання: 1987
- Петро Красіков («Кому вершити суд») / Буданін В. Й. — 2-е вид. — 399 с. (рос.)
- Андрій Бубнов («Назавжди, до кінця») / Єрашов В. П. — 2-е вид. — 412 с. (рос.)
- Григорій Петровський («Прямий дощ») / Савчук О. І.; авториз. пер. з укр. Л. І. Кедріної та С. Д. Кедріної. — 2-е вид. — 366 с. (рос.)
- Богдан Кнунянц («Суд над судом») / Русов О. — 2-е вид. — 428 с. (рос.)

### 1985
- Іван Сухинов («…І пам'ятай про мене») / Афанасьєв А. В.[ru] — 315 с. (рос.)
- Джерард Вінстенлі («Закон свободи») / Павлова Т. О. — 367 с. — 300 000 прим. (рос.)
- Петро Лавров («Випробування волі») / Тхоржевський С. С. — 301 с. — 300 000 прим. (рос.)
- Йосип Варейкіс («Непримиренність») / Хотимський Б. І. — 335 с. (рос.)
- Ежен Варлен («Останній день життя») / Рутько А. І., Туманова Н. Л. — 348 с. (рос.)
- Зиновій Литвин-Сєдой («Барикади на Пресні») / Таурін Ф. М. — 349 с. (рос.)
- Михайло Бруснев[ru] («До землі невідомої») / Шапошников В. І. — 367 с. (рос.)
- Микола Огарьов («З того берега») / Лібединська Л. Б. — 2-е вид. — 356 с. (рос.)
- Георгій Плеханов («Пролісок») / Осипов В. Д. — 2-е вид. — 527 с. (рос.)
- Володимир Загорський («Тягар вибору») / Щеголіхін І. П. — 2-е вид. — 351 с. (рос.)
- Уллубій Буйнакський («Три сонця») / Ях'яєв М.-С. Я.; пер. з кумик. Б. М. Сарнова. — 2-е вид. — 426 с. (рос.)

### 1986
- Авель Єнукідзе («Сонцеобіг») / Демурханашвілі С. М.; пер. з груз. Ф. Б. Сарнова. — 352 с. (рос.)
- Сергій Лазо («Вогняна доля») / Кузьмін М. П. — 377 с. (рос.)
- Гракх Бабеф («Перший серед рівних») / Левандовський А. П. — 413 с. (рос.)
- Петро Кропоткін («Спокута») / Шеметов О. І. — 429 с. (рос.)
- Мате Залка («Людина з трьома іменами») / Ейснер О. В.[ru] — 335 с. (рос.)
- Федір Каржавін[ru] («Безжурний Теодор») / Давидов Ю. В. — 287 с. (рос.)
- Бедреддин Махмуд[ru] («Сплячі прокинуться») / Фіш Р. Г.[ru] — 409 с. (рос.)
- Пантелеймон Лепешинський[ru] («Сподвижники») / Чернов Ю. М. — 412 с. (рос.)
- Йосип П'ятницький («Розбіг») / Долгий В. Г. — 2-е вид. — 390 с. (рос.)
- Олександр Герцен («Той, хто вдарив у колокол») / Славін Л. І. — 3-є вид. — 463 с. (рос.)
- Микола Чернишевський («Владою розуму») / Савченко В. І. — 2-е вид. — 396 с. (рос.)

### 1987
- Людвік Варинський («Призначення») / Житинський О. М.[ru] — 381 с. (рос.)
- Петро Запорожець («Заспів») / Заплавний С. О.[ru] — 395 с. (рос.)
- Серго Орджонікідзе («Зоряний час») / Красильщиков В. І. — 431 с. (рос.)
- Іван Горбачевський («Ніколи нікого не забуду») / Рассадін С. Б. — 350 с. (рос.)
- Мойсей Урицький («Світити можливо — тільки згораючи») / Скрябін М. Є., Гаврилов Л. М. — 306 с. (рос.)
- Степан Разін («Вогняне передзим'я») / Усов В. О. — 334 с. (рос.)
- Елізабет Герлі Флінн[ru] («Жанна д'Арк з Іст-Сайда») / Грибанов Б. Т. — 351 с. — 200 000 прим. (рос.)
- Камо[ru] («Зошит для домашніх занять») / Зурабов А. А.[ru] — 231 с. (рос.)
- Петро Заїчневський[ru] («Спочатку було слово») / Лиходєєв Л. І. — 335 с. (рос.)
- Анна Корвін-Круковська[ru] («Справа, друзі, відгукнеться») / Щеголіхін І. П. — 397 с. (рос.)
- Антоніо Ґрамші («Бійців не оплакують») / Хігерович Р. І. — 2-е вид. — 414 с. (рос.)
- Климент Ворошилов («На великому шляху») / Успенський В. Д. — 2-е вид. — 333 с. (рос.)
- Павло Полторацький («Вогонь над пісками») / Нєжний О. Й.; передм. М. Ф. Андерсона. — 2-е вид. — 367 с. (рос.)

### 1988
- Патріс Лумумба («Грані алмазу») / Алексеєв В. О. — 333 с. — ISBN 5-250-00138-6 (рос.)
- Михайло Бестужев («Високих думок надбання») / Бараєв В. В.[ru] — 383 с. — ISBN 5-250-00014-2 (рос.)
- Олександр Полєжаєв («Повстань із пітьми!») / Борщаговський О. М. — 474 с. — ISBN 5-250-00234-X (рос.)
- Фелікс Кон («Мить — ціле життя») / Воронецький М. Г. — 303 с. — ISBN 5-250-00587-X (рос.)
- Вот Тайлер («Під зливою багряною») / Парнов Є. І. — 447 с. — 200 000 прим. — ISBN 5-250-00196-3 (рос.)
- Андрій Андреєв («Школа майбутнього») / Успенський В. Д. — 383 с. — ISBN 5-250-00039-8 (рос.)
- Гнат Фокін[ru] («Недарма вийшов рано») / Когінов Ю. І. — 331 с. — ISBN 5-250-00066-5 (рос.)
- Олександр Долгушин[ru] («Розкрийте ваші серця») / Савченко В. І. — 302 с. — ISBN 5-250-00427-X (рос.)
- Віра Засулич («Чужий біль») / Добровольський Є. М. — 2-е вид. — 335 с. — ISBN 5-250-00188-2 (рос.)
- Олександра Коллонтай («Не дім, але мир») / Міндлін Е. Л. — 3-є вид. — 399 с. — ISBN 5-250-00233-1 (рос.)
- Сергій Муравйов-Апостол («Апостол Сергій») / Ейдельман Н. Я. — 3-є вид. — 365 с. — ISBN 5-250-00053-3 (рос.)
- Андрій Желябов («Нетерпіння») / Трифонов Ю. В. — 3-є вид. — 511 с. — ISBN 5-250-00011-8 (рос.)

### 1989
- Дмитро Курський («Час не владний») / Костюковский Б. О., Табачников С. М. — 399 с. — ISBN 5-250-00679-5 (рос.)
- Микола Шелгунов («Закон сумління») / Тхоржевський С. С. — 287 с. — ISBN 5-250-00428-8(рос.)
- Томас Пейн («Шалений Том, або Втрачений прах») / Урнов Д. М.[ru] — 381 с. — 200 000 прим. — ISBN 5-250-00429-6 (рос.)
- Ольга Варенцова («Настане рік») / Балязін В. М.[ru], Морозова В. О. — 299 с. — ISBN 5-250-00418-0 (рос.)
- Клара Цеткін («Вільхова алея») / Гуро І. — 3-є вид. — 400 с. — 100 000 прим. — ISBN 5-250-00684-1 (рос.)
- Сергій Степняк-Кравчинський («Щасливий Кіт») / Дальцева М. З. — 2-е вид. — 336 с. — 200 000 прим. — ISBN 5-250-01034-2 (рос.)
- Прокоп Джапарідзе («З сонцем у крові») / Лохвицький М. Ю. — 2-е вид. — 398 с. — 100 000 прим. — ISBN 5-250-00425-3 (рос.)
- Олександр Вермішев («Вибір зброї») / Давидова Н. М. — 2-е вид. — 269 с. — ISBN 5-250-00421-0 (рос.)

### 1990
- Микола Бухарін («Поле брані, на якому не було поранених») / Лиходєєв Л. І. — 334 с. — ISBN 5-250-00833-X (рос.)
- Роберт Ейхе («Вірність») / Таурін Ф. М. — 284 с. — ISBN 5-250-01100-4 (рос.)
- Володимир Раєвський («Перший декабрист») / Ейдельман Н. Я. — 399 с. — ISBN 5-250-00837-2(рос.)
- Олександр Цулукідзе («Боріться за свободу!») / Лібединська Л. Б. — 367 с. — ISBN 5-250-00832-1 (рос.)
- Дмитро Писарєв[ru] («Примирення немає») / Тарасевич І. П. — 381 с. — 200 000 прим. — ISBN 5-250-00835-6 (рос.)